# Stipa nutans
Stipa nutans är en gräsart som beskrevs av Eduard Hackel. Stipa nutans ingår i släktet fjädergrässläktet, och familjen gräs. Inga underarter finns listade i Catalogue of Life.